# انتخابات الرئاسة النمساوية 1974
انتخابات الرئاسة النمساوية 1974 هي الانتخابات الرئاسية التي جرت في 23 يونيو 1974، في النمسا، لانتخاب رئيس النمسا، فاز بالانتخابات رودولف كيرخشليغر.

## المرشحين
| المرشح           | الحزب | عدد الأصوات |
| ---------------- | ----- | ----------- |
| رودولف كيرخشليغر |       |             |
|                  |       |             |